# لیگ برتر فوتبال زنان ایران ۹۰–۱۳۸۹
لیگ برتر فوتبال بانوان ایران ۹۰–۱۳۸۹ سومین دوره رقابتهای لیگ برتر فوتبال بانوان ایران  می‌باشد. این مسابقات با شرکت  ۱۲ تیم برگزار شد
تیم شن سا اراک به قهرمانی این دوره از مسابقات رسید. از بازیکنان تیم قهرمان مسابقات، شن سا اراک، میتوان از محبوبه یوسف پور نام برد.

## تیم‌های حاضر در این فصل
| باشگاه            | شهر       | ورزشگاه            | گنجایش |
| ----------------- | --------- | ------------------ | ------ |
| شهرداری بم        | بم        | فجر                |        |
| ملوان             | بندرانزلی | تختی               |        |
| پالایش گاز ایلام  | ایلام     | تختی               |        |
| دلوار کشتی جنوب   | بوشهر     | شهید بهشتی         |        |
| شهدا آب منطقه غرب | کرمانشاه  | مجموعه کوثر        |        |
| ذوب آهن اردبیل    | اردبیل    | علی دایی           |        |
| تربیت بدنی فسا    | فسا       | مجموعه انقلاب      |        |
| اوج نصر فارس      | شیراز     | حافظیه             |        |
| شن سا اراک        | اراک      | ورزشگاه امام خمینی | ۱۵۰۰۰  |
| اسپاد فارس        | شیراز     | حافظیه             |        |
| سرخپوشان گرگان    | گرگان     | گلستان             | ۱۵۰۰۰  |
| وحدت خوزستان      | اهواز     | تختی               |        |

## نتایج
| رتبه | تیم              | امتیاز |
| ---- | ---------------- | ------ |
| ۱    | شن سا اراک       | ۵۰     |
| ۲    | ملوان بندر انزلی | ۳۸     |
| ۳    | اوج نصر فارس     | ۳۸     |

## قهرمان
| قهرمان لیگ برتر کوثر ۹۰–۱۳۸۹ |
| ---------------------------- |
| شن سا اراک                   |
| نخستین عنوان                 |